# Orophea cumingiana
Orophea cumingiana là loài thực vật có hoa thuộc họ Na. Loài này được S. Vidal mô tả khoa học đầu tiên năm 1885.